# Цыганов, Дмитрий Арсентьевич
Дмитрий Арсентьевич Цыганов (28 октября 1924 — 5 июня 1963) — советский младший сержант, участник Великой Отечественной войны, полный кавалер ордена Славы.

## Биография
Родился 28 октября 1924 года в деревне Натальино (ныне Добринского района Липецкой области) в семье крестьянина. Русский. Неполное среднее образование — окончил 7 классов. После школы работал в колхозе.
В августе 1941 года призван в Красную Армию и с этого же времени участвовал в боях Великой Отечественной войны. Наводчик орудия (впоследствии командир орудия) 410-го отдельного истребительного противотанкового артиллерийского дивизиона (120-я стрелковая дивизия). В составе — 2-я ударная армия, с 19.09.1944 — 8-я армия (СССР) (Ленинградский фронт); 21-я армия (1-й Украинский фронт). Ефрейтор, младший сержант.
Член КПСС с 1944.
В 1947 году был демобилизован в звании сержанта. Жил в городе Воронеж и работал аппаратчиком на Воронежском заводе СК-2 имени Кирова. Умер 5 июня 1963 года.

## Подвиги

### первый
В периоды с 24 по 27 августа 1944 года и с 15 по 25 сентября 1944 года Д. А. Цыганов в наступательных боях от города Нарва до города Таллин в составе расчета из орудия разрушил дзот, уничтожил 3 огневые точки немцев, сделал 2 прохода в проволочных заграждении и обезвредил 9 мин. За этот подвиг награждён орденом Славы 3 степени.

### второй
С 23 по 24 января 1945 года Д. А. Цыганов при форсировании реки Одер южнее города Оппельн (ныне Ополе, Польша) прямой наводкой уничтожил танк, 75-мм пушку, 3 огневые точки и свыше 10 немцев. С 25 по 27 января 1945 года на Одерском плацдарме в районе города Оппельн точным огнём помог стрелковым подразделениям отразить 5 контратак немцев. За этот подвиг награждён орденом Славы 2 ст.

### третий
18 марта 1945 года у населённого пункта Ротхаус (10 км северо-восточнее города Нейсе), командуя расчётом, уничтожил автомашину, несколько повозок, захватил в плен 7 солдат. 24 марта 1945 года на подступах к городу Нейсе уничтожил 2 танка немцев. За этот подвиг награждён орденом Славы 1 степени.

## Награды
- орден Славы 1 степени (27.6.1945)
- орден Славы 2 степени (19.2.1945)
- орден Славы 3 степени (27.9.1944)
- медали

## Память
В Добринке на Привокзальной площади установлен бюст Дмитрию Арсентьевичу Цыганову.
В д. Натальино   на доме, в котором он жил, установлена  мемориальная доска.